# Občina Loška dolina
Občina Loška dolina je ena od občin v Republiki Sloveniji, katere ime izhaja iz geografske enote-doline, poimenovane po naselju Lož in s središčem v Starem trgu pri Ložu oziroma na Loškem polju. 

## Naselja v občini
- Babna Polica, Babno Polje, Dane, Dolenje Poljane, Iga vas, Klance, Knežja Njiva, Kozarišče, Lož, Markovec, Nadlesk, Podcerkev, Podgora pri Ložu, Podlož, Pudob, Stari trg pri Ložu, Sveta Ana pri Ložu, Šmarata, Viševek, Vrh, Vrhnika pri Ložu

## Znamenitosti
- Loško polje
- Babno polje
- Grad Snežnik
- Koča vas
- Križna jama
- Loški grad
- Lovska zbirka in polharski muzej
- Snežnik

## Znane osebnosti, povezane z občino
- Seznam osebnosti iz Občine Loška dolina
- Ester Maximilliana Coraduzzi
- Fanika Škrbec
- Filip Jakob Repež
- Fran Miličinski
- Franc Rigler
- France Škrbec
- Franci Strle
- Henrik pl. Schollmayer-Lichtenberg
- Hinko Dolenec
- Janez Hribar
- Janko Pianecki
- Jože Udovič
- Jurij Kosmač
- Leopold Turšič
- Lojze Perko
- Magda Stražiščar
- Marička Žnidaršič
- Matevž Hace
- Milan Lah
- Niko Štritof
- Oton Župančič
- Tone Gaspari
- Vinko Šumrada
- Janez Zabukovec
- Frank Troha Rihtarjev

## Nastanek Občine Loška dolina
Občino Loška dolina je ustanovil Državni zbor Republike Slovenije na seji 3. oktobra 1994, s sprejetjem Zakona o ustanovitvi občin ter o določitvi njihovih območij. Takrat sta se področji nekdanjih krajevnih skupnosti Bloke in Loška dolina ločili iz skupne občine Cerknica in ustanovili svojo občino, a le do leta 1998, ko so tudi Bloke postale samostojna občina. Občina Loška dolina tako v svoji sedanji obliki in obsegu obstaja od 22. julija 1998.
Občina Loška dolina meri 166,8 km2.
Sredi leta 2013 je imela občina približno 3.900 prebivalcev (približno 2.000 moških in 1.900 žensk). Po številu prebivalcev se je med slovenskimi občinami uvrstila na 130. mesto. Na kvadratnem kilometru površine občine je živelo povprečno 23 prebivalcev; torej je bila gostota naseljenosti tu manjša kot v celotni državi (102 prebivalca na km2).